# Luc Lanel
Luc Lanel, né le 27 avril 1893 au Le Vésinet (Seine-et-Oise) et mort le 25 septembre 1965, est un designer, artisan créateur et décorateur en métal connu aussi bien pour ses design industriel Art déco, pour la production d'argenterie et de couverts pour les plus prestigieuses marques de luxe international comme Christofle et Cesa 1882.